# Вандерлип, Вашингтон Бэйкер
Вашингтон Бэйкер Вандерлип-младший (англ. Washington Baker Vanderlip junior, 3 марта 1867, Элкхарт, Индиана — ?) — американский горный инженер и бизнесмен, который более всего известен переговорами с руководством РСФСР в 1920 году о продаже или аренде Камчатки.

## Биография
Родился в семье Вашингтона Бейкера Вандерлипа-старшего (своего полного тёзки), который был владельцем сети из 6 магазинов по продаже музыкальных инструментов. Получил специальность горного инженера.
Работал геологом и инженером сначала в юго-западной части США, затем в Австралии, Бирме, Сиаме и Корее. Работая в американской «Восточной объединённой горнодобывающей компании», которая добывала золото в Корее, Вандерлип познакомился с известным американским миссионером, журналистом и активистом Гомером Хульбертом, который тогда был советником при дворе корейского монарха Коджона.
В 1897 году «Восточная объединённая горнодобывающая компания» направила Вандерлипа на поиски месторождений золота на Камчатке и севере Сибири. Он добирался до Камчатки пароходом из Владивостока с заходом на Сахалин. Золота на Камчатке найти не удалось, поэтому «Восточная объединённая горнодобывающая компания» отказалась от его поиска. Однако Вандерлип верил в то, что золото на Камчатке есть, и продолжил его поиски, занимаясь этим четыре года за счёт различных американских компаний и частного российского капитала. За это время он хорошо выучил русский язык.
В 1900 году российское правительство предоставило Камчатку в концессию для разработки месторождений отставному гвардии полковнику В. М. Вонлярлярскому, и Вандерлип был вынужден покинуть этот полуостров.
О своей жизни на Камчатке Вандерлип рассказал своему другу Хульберту, который в 1903 году в Нью-Йорке издал книгу «В поисках сибирского Клондайка. История, рассказанная Вашингтоном Б. Вандерлипом, непосредственным участником этих событий и описанная Гомером Хульбертом».
В 1914 году, заинтересовавшись добычей сурьмы, Вандерлип некоторое время работал на Аляске в городе Фэрбенксе, где он организовал синдикат по разведке естественных богатств Аляски. Однако это предприятие успеха не имело и Вандерлип сначала вернулся в Лос-Анжелес, а затем некоторое время работал в Аризоне.

### Переговоры с советскими властями
После Октябрьской революции в России, в 1919 или начале 1920 года, в Лос-Анджелесе был создан синдикат с целью получения концессии на добычу полезных ископаемых в Восточной Сибири. В этот синдикат, в частности, вошли владелец газеты «Los Angeles Times» Гарри Чандлер, нефтяной магнат Эдвард Л. Догени, банкир Джозеф Сартори. От имени этого синдиката Вандерлип в августе 1920 года начал переговоры с властями РСФСР, сначала установив отношения в Копенгагене с М. М. Литвиновым и в Стокгольме с Л. Б. Красиным.
В сентябре 1920 года Вашингтон Вандерлип прибыл в Москву, назвавшись родственником известного банкира Фрэнка Артура Вандерлипа и заявив, что действует от имени кандидата в президенты США Уоррена Гардинга, который, по всем прогнозам, должен вскоре победить на выборах утратившего популярность Вудро Вильсона (так и получилось). С Вандерлипом встретились нарком иностранных дел Г. В. Чичерин, председатель Высшего совета народного хозяйства А. И. Рыков, а потом и глава Совнаркома В. И. Ленин. Вандерлип предложил продать Камчатку США за 20 млн долларов, пообещав за это официальное признание РСФСР Соединёнными Штатами. Как вариант предлагалась сдача Камчатки в аренду для добычи полезных ископаемых и морских ресурсов.
В итоге в конце октября 1920 года был подписан предварительный договор, который предусматривал предоставление американцам концессии сроком на 60 лет на эксплуатацию природных богатств на Камчатке и в остальной части Восточной Сибири к востоку от 160-го меридиана. Эта территория подлежала разделению на равные квадратные участки, причём участки, предоставляемые синдикату В. Вандерлипа, должны были чередоваться с участками, сохраняемыми советским правительством в своем распоряжении. Синдикат обязывался отчислять (произведёнными товарами или долларами) 2,5 % всей продукции нефтяных и угольных промыслов в пользу советского государства, которому в конце срока концессии должны были быть переданы все предприятия с их оборудованием. Также по истечении 35 лет советское правительство могло досрочно выкупить все концессионные предприятия. При этом договор вступал в силу только после признания Советской России со стороны США и восстановления нормальных дипломатических отношений между странами не позднее 1 июля 1921 года.
Ленин 26 ноября 1920 года на собрании секретарей московских ячеек РКП(б) говорил об этом договоре так: «Мы … предлагаем в аренду Камчатку вместо того, чтобы отдать её даром: ведь взяла же у нас Япония путем военного захвата огромный кусок земли на Дальнем Востоке. И нам гораздо выгоднее не рисковать, отдать Камчатку в аренду и получать оттуда часть продуктов, тем более что фактически мы ею все равно не распоряжаемся и использовать не можем». 6 декабря 1920 года на собрании актива московской организации РКП(б) Ленин привёл ещё один аргумент в пользу договора с американцами: «Проект договора ни к чему не обязывает, мы в любую минуту можем сказать, что есть неясности, и отказаться. В этом случае мы только потеряем время на разговоры с Вандерлипом и небольшое количество листов бумаги, а сейчас мы уже выиграли. Из Японии нет ни одного известия, которое не говорило бы о величайшем беспокойстве из-за ожидаемых концессий. Мы уже Японию с Америкой стравили, выражаясь грубо, и этим достигнута выгода».
В начале 1921 года Камчатку передали из состава Дальневосточной республики в РСФСР, чтобы было понятно, почему её судьбу решают власти РСФСР, а не правительство ДВР.
Однако ставший в марте 1921 года президентом США Гардинг не пожелал ни признавать Советскую Россию, ни обсуждать камчатские концессии, а банкир Фрэнк Артур Вандерлип заявил, что никакого отношения к Вашингтону Вандерлипу не имеет.
По просьбе Вашингтона Вандерлипа советское правительство продлило до 1 января 1923 года время вступления в силу концессионного соглашения, но и за этот срок власти США не изменили своей позиции, и сделка так и не состоялась.
М. М. Литвинов, заместитель наркома иностранных дел, в марте 1923 года писал председателю Главного концессионного комитета Г. Л. Пятакову: «Мы в свое время, несомненно, переоценивали значение Вандерлипа и попали впросак. Вандерлипа в Америке никто всерьез не принимает, и тем шумом, который мы подняли вокруг этой концессии, мы скорее дискредитировали себя. Своими действиями Вандерлип доказал, что в его лице мы имеем дело с обыкновенным маклером мелкого пошиба и авантюристских наклонностей».

### Дальнейшая жизнь
После срыва сделки с советскими властями Вашингтон Вандерлип уехал в Афганистан, где с 1923 по 1927 год был советником короля Амануллы-хана. Затем он вернулся в Лос-Анжелес и предпринял ещё одну попытку, теперь уже самостоятельно, получить нефтяную концессию у СССР, однако после проведения Главконцесскомом проверки его финансового положения в этом ему было отказано. Дальнейшая его судьба, как и дата смерти, неизвестны.